# Дубравица (Банска Бистрица)
Дубравица (слч. Dúbravica) насељено је мјесто са административним статусом сеоске општине (слч. obec) у округу Банска Бистрица, у Банскобистричком крају, Словачка Република.

## Становништво
| Година:    | 1994. | 2004.    | 2014.   | 2024.   |
| ---------- | ----- | -------- | ------- | ------- |
| Број људи: | 328   | 365      | 395     | 408     |
| Разлика:   |       | +11,28 % | +8,21 % | +3,29 % |

| Година:    | 2023. | 2024.   |
| ---------- | ----- | ------- |
| Број људи: | 401   | 408     |
| Разлика:   |       | +1,74 % |

Према подацима о броју становника из 2011. године насеље је имало 374 становника.